# حديث الوسائد (فلم)
حديث الوسائد (بالإنجليزية: Pillow Talk) هو فيلم كوميدي تم إنتاجه في الولايات المتحدة وصدر في سنة 1959.

## بطولة
- دوريس داي

## الميزانية والإيرادات
حقق أرباحا تقدر بـ 7 ملايين دولار (est. /Canada rentals).

### ترشيحات وجوائز
| السنة | الحدث  | الفئة             | النتيجة  |
| ----- | ------ | ----------------- | -------- |
|       | أوسكار | أفضل سيناريو أصلي | فـــــوز |

## وصلات خارجية
- مقالات تستعمل روابط فنية بلا صلة مع ويكي بيانات